# ウィルキンソン・ソード
ウィルキンソン・ソード（Wilkinson Sword）は、園芸道具と剃刀を製造する2つの企業のブランド名である。

## 概要
ウィルキンソン・ソード社は元々1772年にロンドンで設立された剣の製造会社であった。現在このブランドはエナジャイザー・ホールディングス傘下のエッジウェル・パーソナルケア社（剃刀）とフィスカース社（Fiskars）（園芸道具）の2社が所有している。ウィルキンソン・ソード社の過去の製品には銃、銃剣やタイプライター、園芸鋏、はさみとオートバイなどがあった。
ウィルキンソン・ソード社は長年英国内の3箇所：ロンドンのチェルシーとアクトン（Acton）、ノーサンバーランドのクラムリントン（Cramlington）と園芸道具を製造していたウェールズのブリッジエンド（Bridgend）で自社製品を製造していた。2000年に英国内の剃刀工場は閉鎖されドイツの工場に集約された。

## オートバイ製造

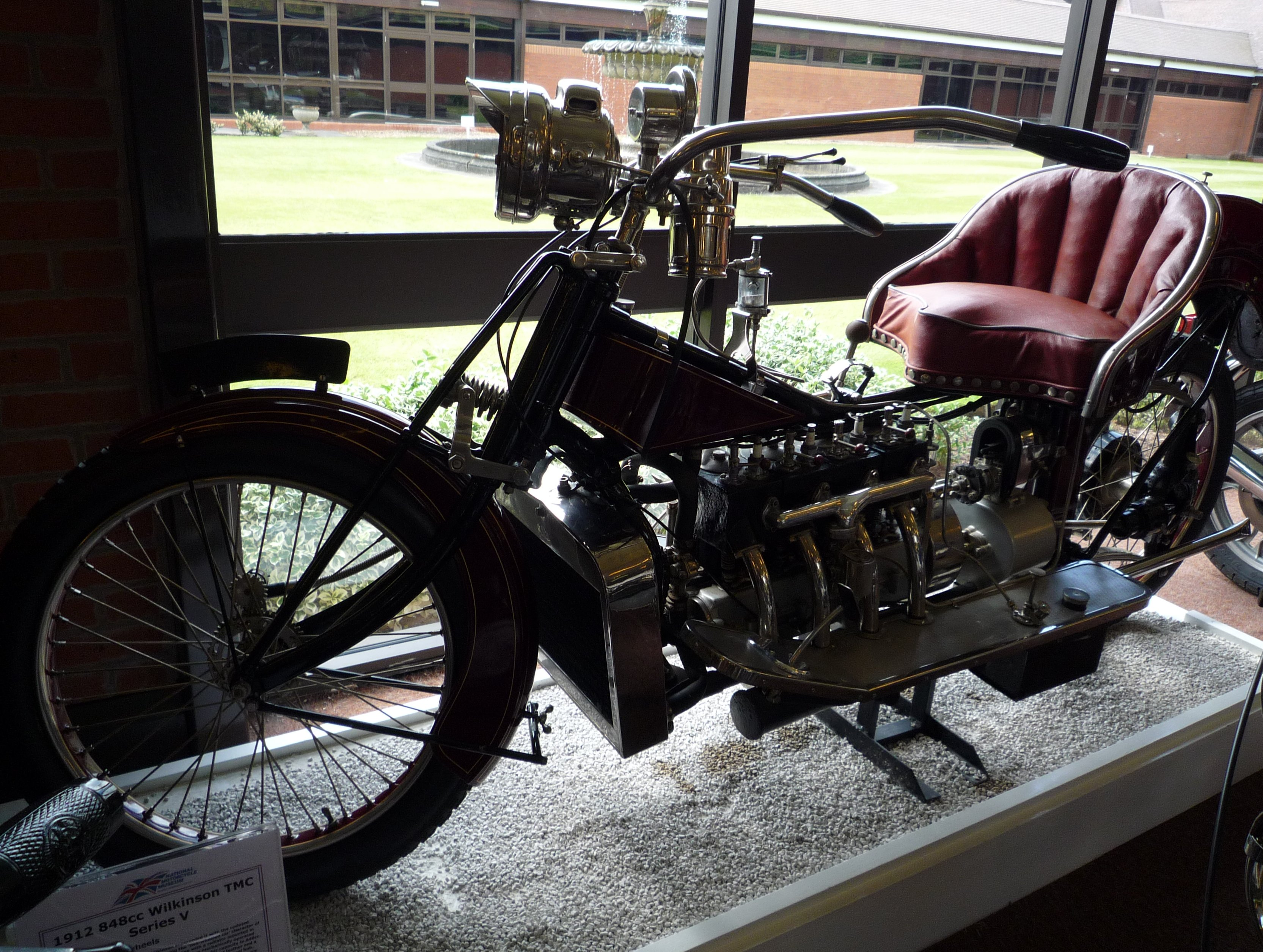
ウィルキンソン TMC 850cc

ウィルキンソン・ソード社は1903年に最初期のオートバイの1台を製造した。このオートバイはアントワーヌ社（Antoine）が製造したフランス製2気筒エンジンを搭載し、ロンドンのチェルシーにあった（英国で最初のオートバイ・ディーラー網の）ガレージのマークを付けられたがこの事業は成功しなかった。1911年にウィルキンソン・ソード社は豪華なツーリングタイプのウィルキンソン TMCを開発し、1916年に第一次世界大戦のために生産を停止するまで造り続けた。最初の'ウィルキンソンズ'は元々1908年にこの設計で特許を取ったP G タッキ（Tacchi）により軍事用の偵察用オートバイとして設計された。1908年夏に行われた英国軍へのデモンストレーションでウィルキンソンズのオートバイはサイドカー、マキシム機関銃（Maxim machine gun）や棒状ハンドルの代わりの輪状ハンドルといったオプション装備にもかかわらず軍部に好印象を与えることができなかった。 大胆にもウィルキンソン・ソード社は開発を続け、1年後の1909年にロンドン、イズリントンの王立農業会館（Agricultural Hall）で催されたスタンリークライド・モーターサイクルショー（Stanley Clyde Motorcycle Show）に新しいモデルを展示した。第一次世界大戦により1916年春に生産を停止せざるを得なくなるまで約250台のオートバイを製造したが、ウィルキンソン・ソード社は戦争のために何千という銃剣を製造しなければならなかった。戦後にウィルキンソン・ソード社は'ディームスター（Deemster）'と呼ばれる新しい自動車に搭載する直列4気筒エンジンの開発を続けることを決定したが、オートバイの製造を再開することは無かった。

## ウィルキンソン・マッチの成立
1973年にウィルキンソン・ソード社はブリティッシュ・マッチ社（The British Match Corporation）と合併し、新会社ウィルキンソン・マッチ（Wilkinson Match）社となった。これはより大きな企業となりより多くの宣伝予算を捻出し、米国の一般髭剃り器市場で競合するジレット社とその子会社の英国ジレット社との宣伝競争に打ち勝つためであった。この宣伝競争でウィルキンソン・ソード社はテレビのCM の中で自社の長い誇りある剣製造の伝統を最大限に活用した。
その後、ウィルキンソン・マッチ社は後に破産したピッツバーグの米国企業アレゲニー･ラドラム社（Allegheny Ludlum）に買収され、その後もスカンディナビアのフローリング・メーカーや幾つかの銀行とオーナーが代わりボルボ社の子会社となった。ウィルキンソン・マッチ社の半身である前ブライアント・アンド・メイ（Bryant and May）の大部分は1970年代末から1980年代初めにかけてバウ工場（Bow Factory）やメルボルン工場（Melbourne Factory）を含めて閉鎖、売却された。園芸道具部門は1990年代にフィスカース社へ売却された。ウィルキンソン・マッチ社の競合相手であるジレット社も独立企業ではいられず、2005年にプロクター・アンド・ギャンブル社に買収された。

## 現在のウィルキンソン・ソード

### 髭剃り製品

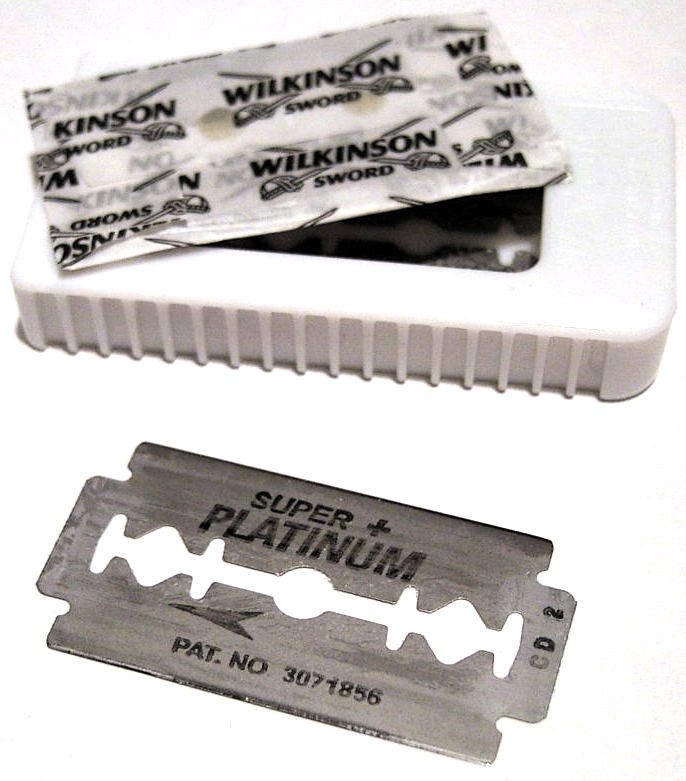
ウィルキンソン・ソードの安全剃刀用替え刃

1965年、ウィルキンソン・ソードはステンレス鋼製の刃を発売したところ、ヨーロッパ市場で急速にシェアを伸ばした。これにより炭素鋼の刃を使っていたジレットもステンレス鋼への転換を余儀なくされた。
会社は現在、エナジャイザー・ホールディングス社が2003年にファイザー社から譲渡されて以来所有している。この会社が製造する4枚刃の剃刀はヨーロッパではウィルキンソン・ソード ブランドで、北米とアジア・オセアニアではシック ブランドで流通している。ウィルキンソン・ソード ブランドの剃刀はドイツで製造されている。

### 園芸道具
園芸道具の会社はフィンランド-アメリカ系企業のフィスカース・ブランズ社（Fiskars Brands）が所有しており、ウェールズ州のブリッジエンドに拠点を置いている。

### 刀剣事業の処分
2005年9月15日にアクトンの剣工場は閉鎖され剣の製造が終了した。ウィルキンソン・ソード社の機械、工具、設備の大部分は世界最古の剣製造業者であるドイツ、ゾーリンゲンのWKC社（Weyersberg, Kirschbaum & Cie）に売却された。これらの中には現行の英国MOD規格（British MOD Pattern）の剣と鞘のほぼ全てと共にウィルキンソンの刀剣用鍛造鋼板が含まれていた。これらは現在、世界各国の軍隊、警察で使用される儀仗用の剣と鞘の生産に使用されている。WKC社は伝統的なヨーロッパ方式の刀剣製造方法を守り続けている。
ロバート・プーリー（Robert Pooley）はウィルキンソン・ソード社から剣の設計図と鍛造機械を購入し、それらをインドに送った。彼はその後インドで鍛造した剣の仕上げと彫刻を英国内で行うプーリー・ソード社（Pooley Sword）を設立した。